# Ospedali di Napoli

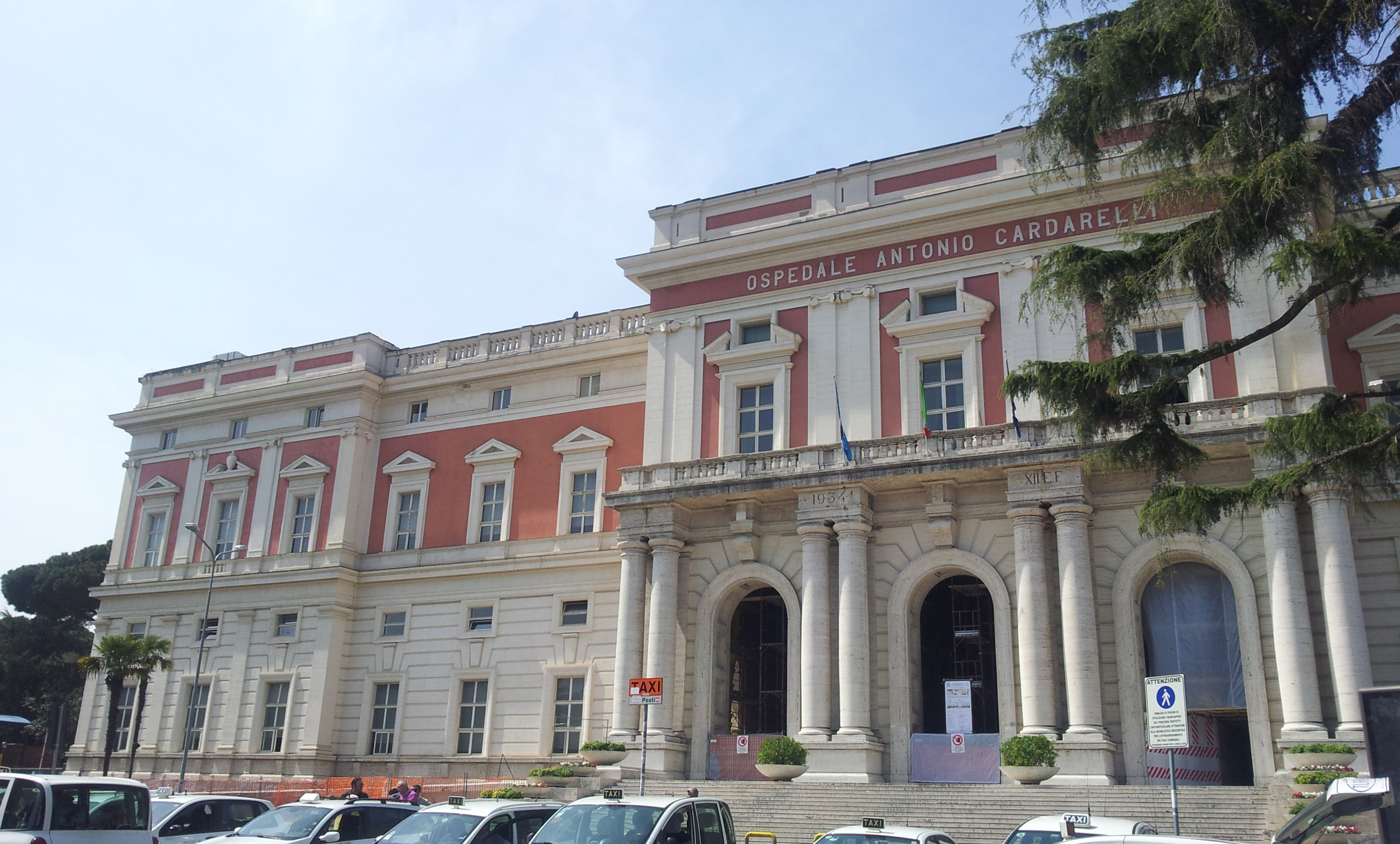
L'Ospedale Antonio Cardarelli, maggior ospedale dell'intera Italia meridionale.

La prima presenza documentata di ospedali a Napoli risale all'epoca medievale con l'istituzione dell'ospedale di San Giovanni a Mare, che fu fondato nel XII secolo. La struttura ospedaliera continuò le proprie attività fino al XIX secolo; allorquando con l'editto Napoleonico, venne chiuso. Il nosocomio più antico ancora in uso è l'Ospedale di San Gennaro dei Poveri.
Nel corso dei secoli a Napoli sono stati realizzati altri ospedali ad uso pubblico, fino ad arrivare all'epoca contemporanea, quando il sistema sanitario di Milano è diventato di competenza della regione Campania, che agisce sul territorio tramite le aziende sanitarie locali.

## Generalità
Il sistema sanitario di Napoli, come quello dell'intera Italia, a partire dal 1974, non dipende più dall'autorità locale ma è di pertinenza della regione competente, che nel caso del capoluogo partenopeo è la Campania; quest'ultima agisce poi sul territorio tramite le aziende sanitarie locali. Il sito ufficiale della regione Campania registra a Napoli venti ospedali pubblici e dodici centri convenzionati.

## Storia
La storia degli ospedali di Napoli affonda le sue radici nel Medioevo, testimoniando una tradizione secolare di assistenza sanitaria e carità pubblica che si è intrecciata strettamente con la storia religiosa, sociale e urbanistica della città. La prima testimonianza documentata di una struttura ospedaliera risale al XII secolo con l'ospedale di San Giovanni a Mare, fondato intorno al 1100 per iniziativa dei Cavalieri Ospitalieri di San Giovanni di Gerusalemme. Collocato nei pressi del porto, l'ospedale era destinato principalmente ai marinai e ai viaggiatori, e restò attivo per secoli fino alla sua chiusura nel XIX secolo per effetto della riforma napoleonica.

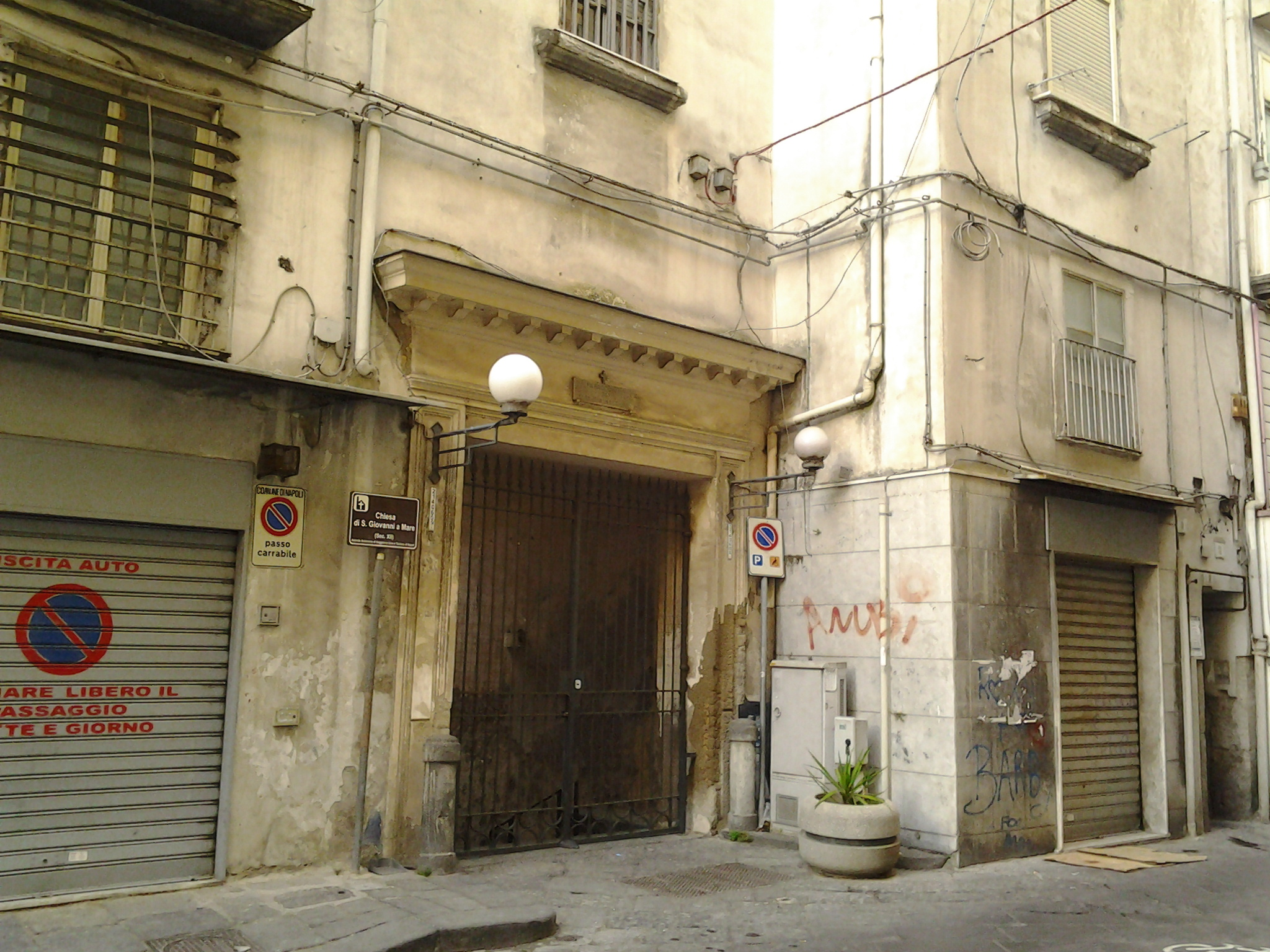
Portale d'ingresso alla chiesa.

Nel XIII secolo venne fondato l'ospedale di Sant'Eligio, adiacente all'omonima chiesa, a seguito della donazione di Carlo I d'Angiò. L'ospedale, a carattere prevalentemente assistenziale, si distingueva per l'accoglienza di poveri e malati, e rappresentava uno dei primi esempi di organizzazione ospedaliera cittadina sotto il controllo laico.
Durante il XIV secolo si assiste a una proliferazione di istituti caritatevoli e ospedalieri. In questo periodo sorsero l'ospedale dell'Incoronata, vicino all' omonima basilica, l'ospedale di Sant'Antonio Abate, legato all'ordine antoniano e specializzato nella cura del fuoco sacro, e l'ospedale di San Ludovico Vescovo di Tolosa. Ma soprattutto, tra la fine del secolo e l'inizio del successivo, nacque l'ospedale della Santissima Annunziata, destinato a diventare uno dei più importanti e longevi della città. Sorto accanto alla chiesa e all'Annunziata Maggiore, l'ospedale era inizialmente finalizzato all’assistenza delle donne e dei neonati abbandonati, per poi evolversi in un'istituzione polifunzionale, comprendente anche un brefotrofio e una ruota degli esposti.
Nel XV secolo fu fondato l'ospedale di San Gennaro dei Poveri, che ebbe una funzione fondamentale nell'assistenza ai malati poveri e cronici. Collocato nell'area dei Vergini, l'ospedale si sviluppò nei secoli successivi fino a diventare uno dei principali centri di ricovero della città, ancora attivo seppur riconvertito a polo sanitario ASL e geriatrico.
Il XVI secolo vide l'apertura di alcune tra le più importanti strutture sanitarie della Napoli moderna. Tra queste, il complesso degli Incurabili, fondato dalla religiosa catalana Maria Lorenza Longo nel 1522, rappresenta un punto di riferimento storico per l'assistenza ai malati cronici e contagiosi. Il complesso includeva farmacie, orti medici, reparti specialistici e cappelle, in una straordinaria fusione tra arte, medicina e spiritualità. Nello stesso secolo vennero istituiti anche l'ospedale dei Pellegrini, ancora oggi attivo, l'ospedale di Santa Maria della Pace (poi dismesso), l'ospedale di Santa Maria della Vittoria e il regio ospedale di San Giacomo degli Spagnoli, destinato in origine alla comunità iberica residente a Napoli.
Nel XVII secolo si intensificò la presenza ospedaliera nei quartieri popolari del Centro storico di Napoli. In questa fase nacquero l'ospedale di Santa Maria della Pazienza alla Cesarea, l'ospedale di Santa Maria della Fede, situato nella zona di Forcella, e l'ospedale di Santa Maria la Nova, tutti oggi non più operativi.
Nel XVIII secolo, nonostante non si registrino nuove grandi fondazioni ospedaliere, si ebbe una riorganizzazione di numerose strutture preesistenti e un miglioramento generale delle condizioni igienico-sanitarie, anche grazie all'influenza dell'illuminismo borbonico e ai primi interventi di sanità pubblica.
Il XIX secolo fu segnato da grandi trasformazioni. Venne fondato il primo Policlinico Universitario, il "vecchio" Policlinico oggi noto come Azienda Ospedaliera Universitaria "Luigi Vanvitelli", legato alla Scuola di Medicina dell'antica Università degli Studi di Napoli (oggi Università degli Studi di Napoli Federico II). Sempre in questo secolo si aprirono l'Ospedale Cotugno, specializzato nelle malattie infettive, l'Ospedale Gesù e Maria, l'Ospedale delle bambole (più legato all'immaginario che alla medicina), e l'Ospedale della Trinità delle Monache, poi divenuto ospedale militare e infine dismesso.
Nel corso del XX secolo Napoli conobbe una rapida modernizzazione del proprio sistema ospedaliero. Tra le principali fondazioni si annoverano il Centro Traumatologico Ortopedico (CTO), Istituto nazionale per lo studio e la cura dei tumori - fondazione Giovanni Pascale, il più grande ospedale del Mezzogiorno, e il secondo Policlinico, detto anche "nuovo" policlinico, l'Azienda Ospedaliera Universitaria Federico II. Vennero inoltre fondati o riorganizzati numerosi altri ospedali cittadini: l'Ospedale Ascalesi, l'Ospedale Loreto Mare, l'Ospedale Evangelico Betania, l'Ospedale Madonna del Buon Consiglio Fatebenefratelli, l'Ospedale San Paolo, il Monaldi (famoso per la pneumologia e la cardiochirurgia), e il Santobono-Pausilipon, polo pediatrico di rilievo nazionale. In questo secolo operarono anche strutture specializzate come il Frullone e l'Ospedale psichiatrico Leonardo Bianchi, oggi chiusi.
Nel XXI secolo è stato inaugurato l'Ospedale del Mare, struttura moderna e integrata situata nel quartiere di Ponticelli, pensata per offrire un'assistenza ospedaliera di alto livello e decongestionare le altre strutture cittadine. La sua apertura rappresenta uno dei più significativi interventi di edilizia sanitaria pubblica degli ultimi decenni nel Meridione.
Accanto agli ospedali principali, vanno ricordati anche altri centri minori ma storicamente rilevanti come l'ospedale di San Giovanni Bosco, l'ospedale de' Tisici ad Agnano, l'ospedale Internazionale (oggi dismesso) e l'antico ospedale di San Nicola al Porto, la cui memoria resta custodita solo attraverso le fonti archivistiche.